# Pietro di Francesco degli Orioli

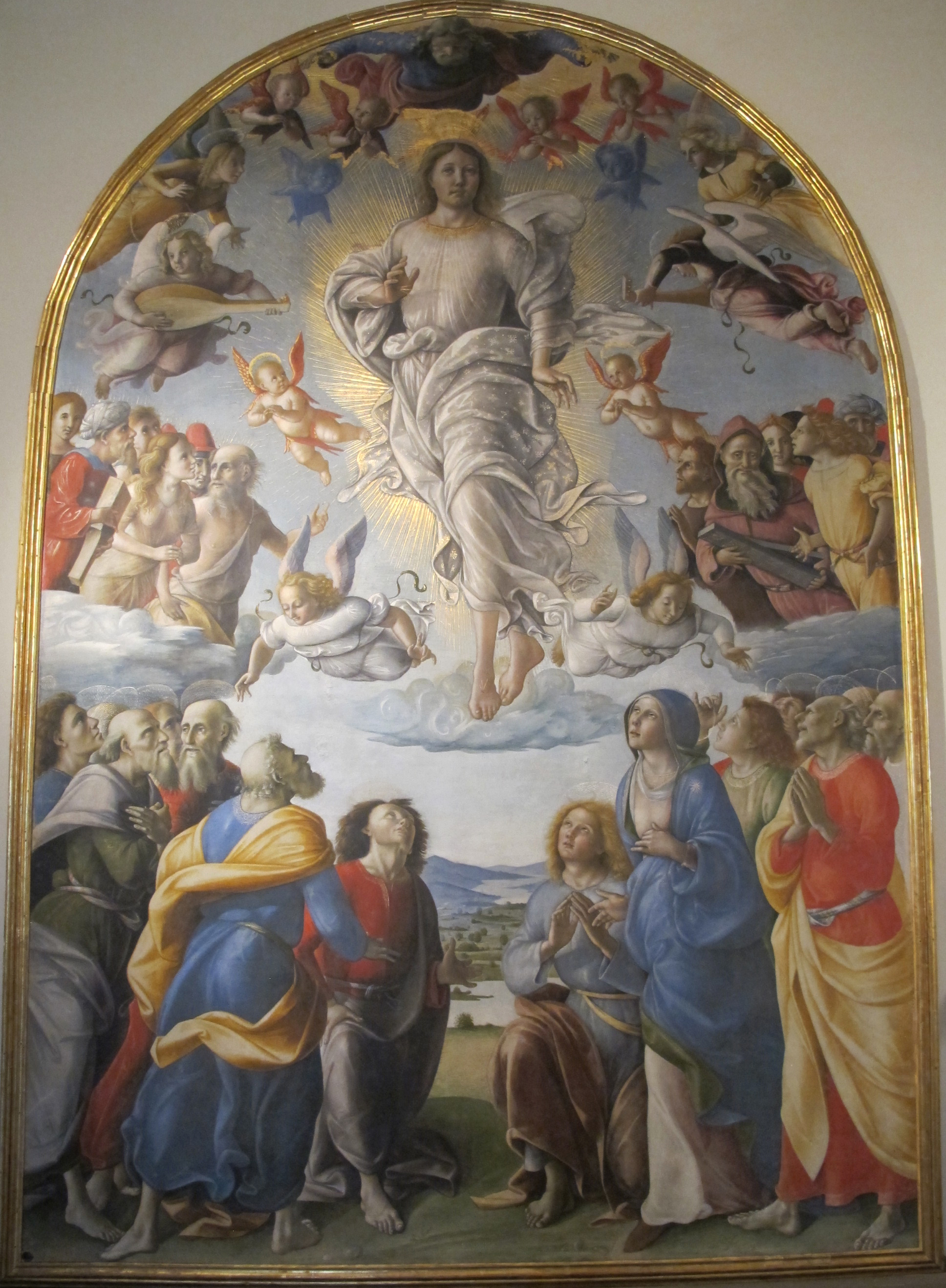
La Ascensión, Chiesa dall'Osservanza, Siena

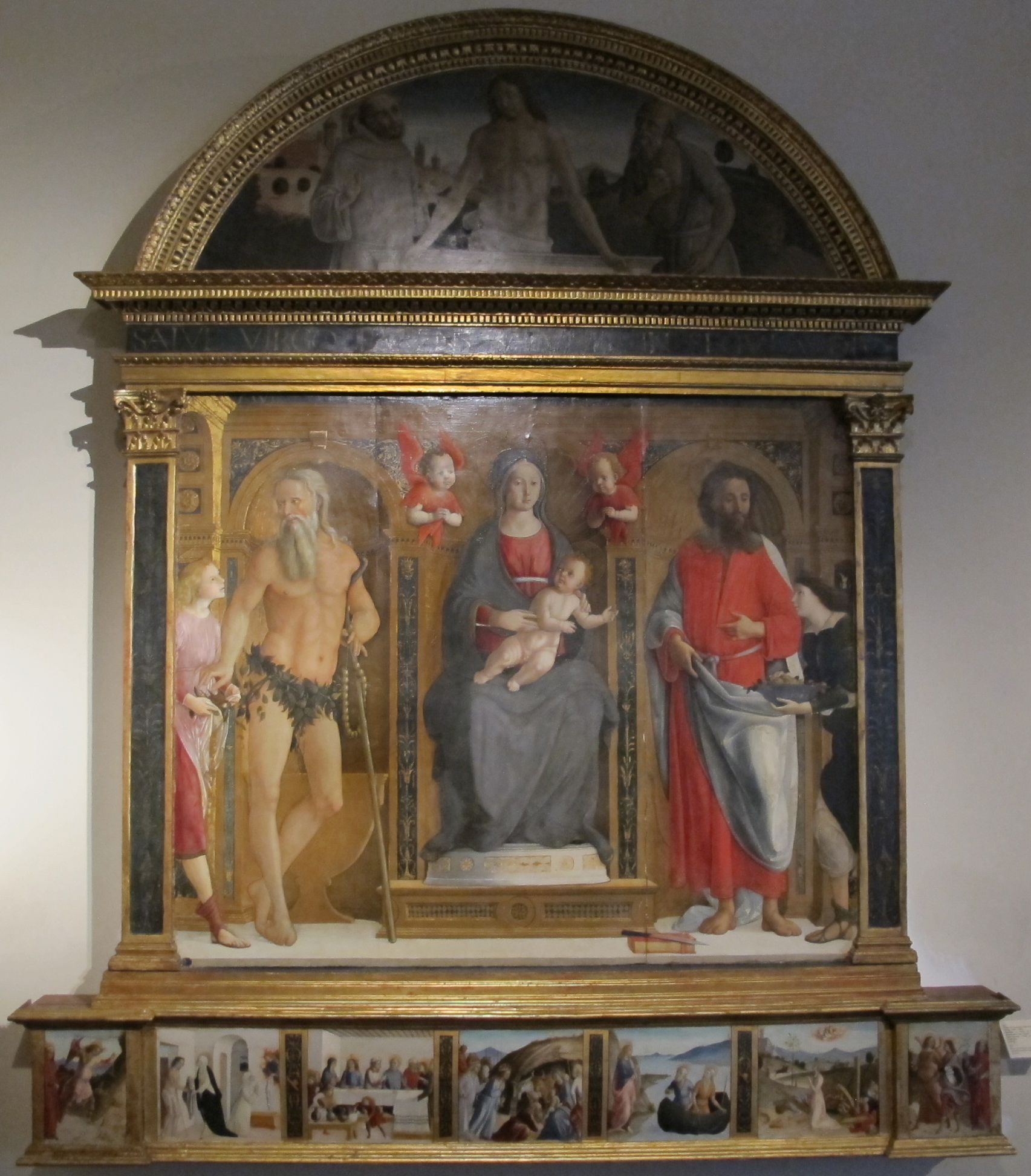
Virgen y el niño con los santos, Pinacoteca Nazionale, Siena

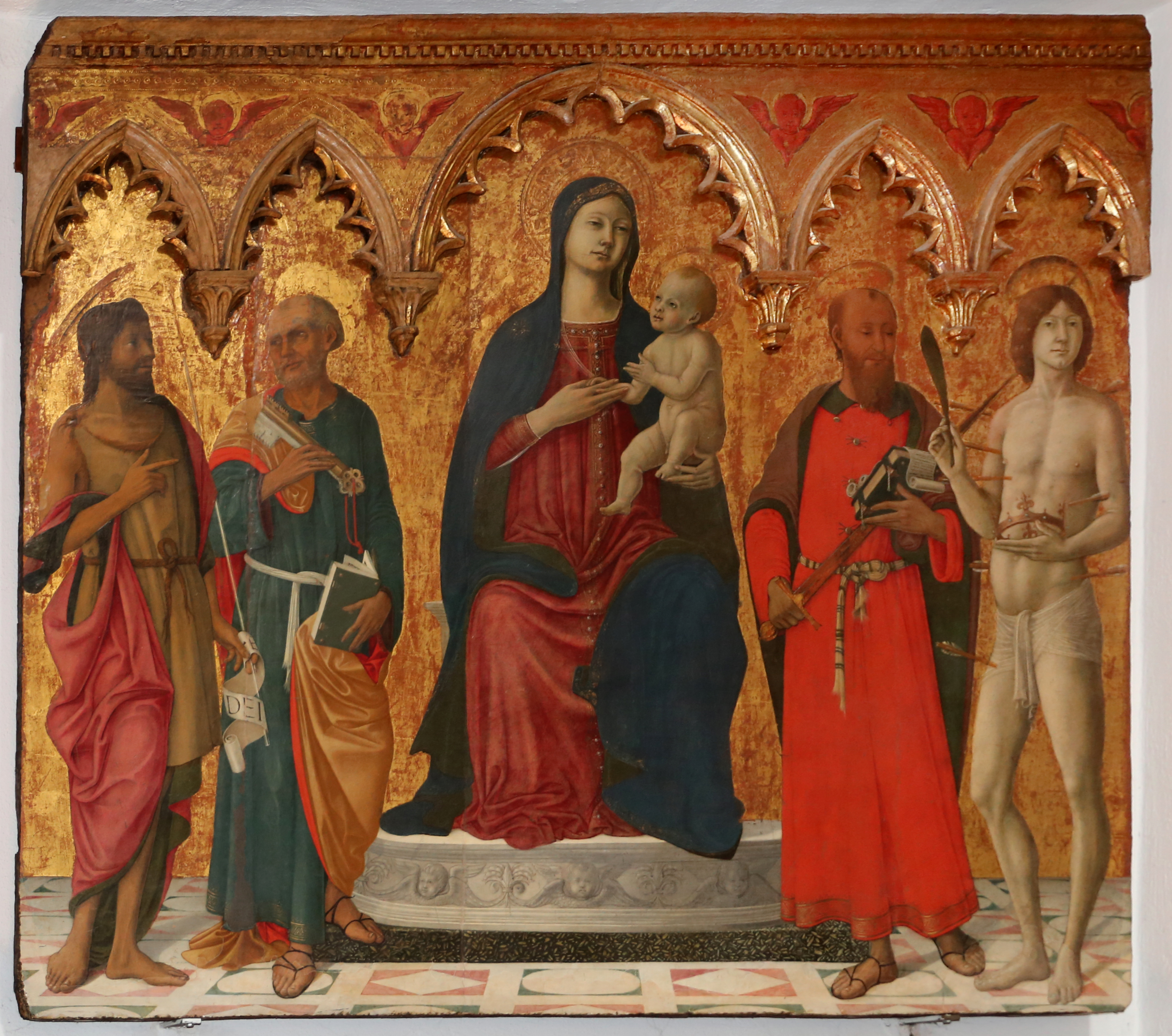
La Virgen y el Niño con los Santos, Iglesia de los Santos Pedro y Pablo, Buonconvento,(Siena)

Pietro di Francesco degli Orioli (aprox. 1458-1496) fue un pintor italiano del Renacimiento .

## Biografía
Pietro Orioli nació en Siena, en la Toscana. El arte de Siena ha sido célebre hasta ahora sobre todo por sus maestros bajomedievales, como Duccio, Simone Martini, así como Ambrogio y Pietro Lorenzetti; Orioli surgió en el siglo siguiente, y el arte de Siena de este periodo ha quedado generalmente eclipsado por el de los maestros florentinos del Quattrocento.
En 1458, el cardenal sienés Eneas Silvio Piccolomini fue elegido Papa Pío II. El periodo comprendido entre esta fecha y el final de la república sienesa en 1558 fue testigo del desarrollo de un estilo artístico único de la ciudad estado, que mostraba tendencias hacia algunas de las propiedades más etéreas de la edad de oro del arte sienés, en lugar del estudiado realismo y la veneración de la estética y los principios clásicos que impulsaron a muchos artistas de los centros más célebres de Florencia, Roma y Venecia. El desarrollo artístico en la línea de los estilos góticos más internacionales habría significado que estas escuelas artísticas más famosas probablemente habrían considerado el arte sienés contemporáneo algo arcaico y fuera de moda.
Orioli tuvo una carrera artística relativamente corta (murió a los 37 años, y sólo estuvo activo de forma independiente a partir de 1480), pero su obra es, no obstante, importante en el contexto del arte sienés. Fue discípulo del pintor Matteo di Giovanni, muy vinculado a la escuela sienesa del Quattrocento. También se sabe que trabajó con el célebre Francesco di Giorgio, pintor, escultor y antiguo alumno de Il Vecchietta, probablemente el escultor sienés más famoso de la época. Por lo tanto, se puede deducir que Orioli estuvo activo dentro de un círculo de artistas sieneses por excelencia.
Su primera obra documentada es Cristo lavando los pies de los Apóstoles (1489), que se encuentra en el Baptisterio de Siena. Otras obras importantes son la Virgen con el Niño y San Jerónimo y una santa (c. 1490), un Nacimiento (c. 1494-96) y una Adoración de los pastores que data de la última parte de su carrera.

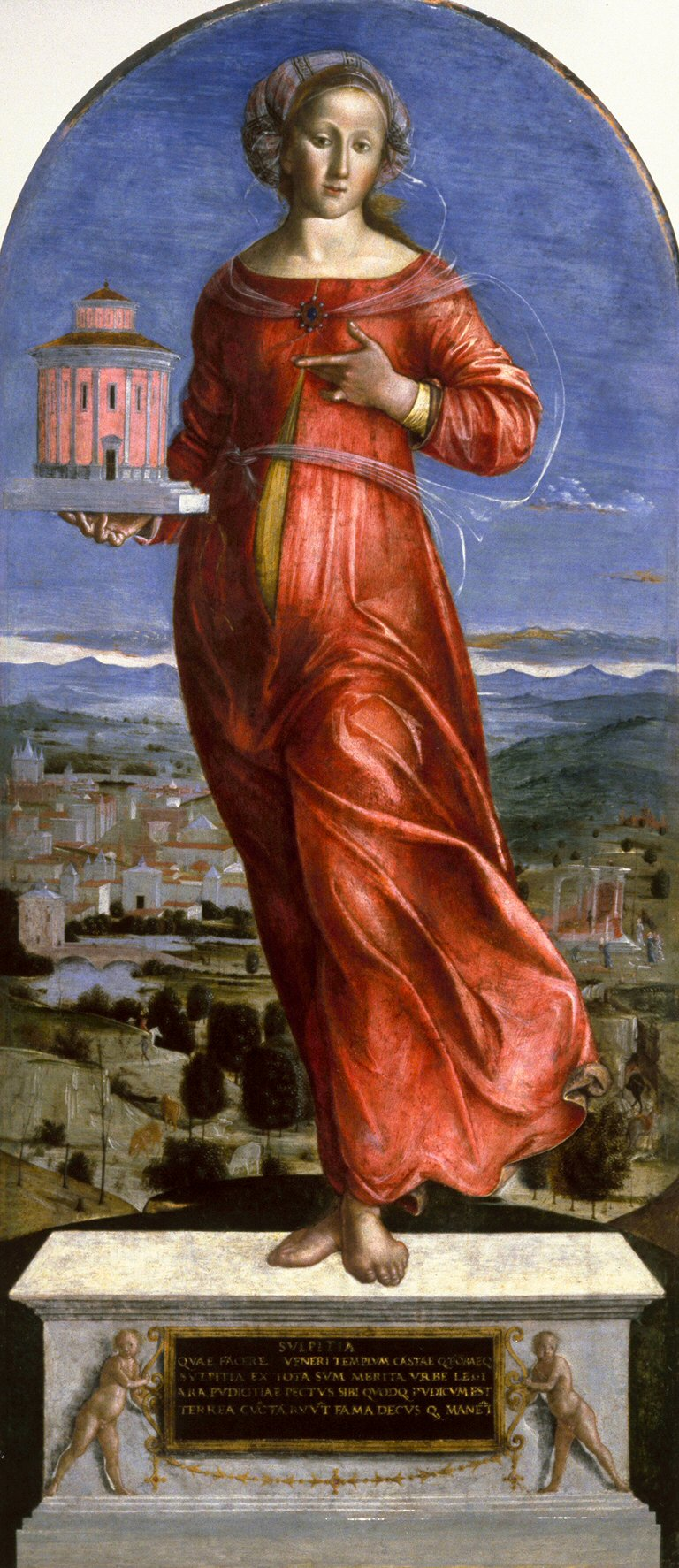
Pintura de Orioli que representa a Sulpicia, elegida en el siglo III a. C. como la mujer más digna de Roma para dedicar una estatua a la diosa Venus Verticordia. Museo de Arte Walters

Estilísticamente, la obra de Orioli parece estar relacionada con la de su contemporáneo florentino, Botticelli. Su pintura también puede calificarse de "no realista". Utiliza sombreados pálidos no relacionados con el paisaje o la arquitectura para reforzar los contornos de sus figuras, de forma similar a los paneles de San Zenobio de Botticelli en la National Gallery de Londres. De hecho, Botticelli utiliza este recurso más tarde que Orioli, lo que sugiere que, o bien los dos se conocían, o bien Botticelli tenía en gran estima al artista sienés. Las obras de Orioli, aunque se inscriben en la escuela artística de su ciudad, también muestran algunos rasgos más florentinos. Sus figuras tienen una cualidad mística característicamente sienesa, pero también muestran una cuidadosa adhesión a las reglas de la anatomía humana y la perspectiva. Esto se aprecia de forma más evidente en su obra Sulpicia, de hacia 1493. Esta obra forma parte de una serie de paneles, los otros son Judith de Matteo di Giovanni, Artemisia del Maestro de la historia de Griselda y Claudia Quinta de Neroccio di Landi y el Maestro de la historia de Griselda (todos sieneses). Mientras que estas últimas pinturas muestran diversos grados de éxito en la presentación de sus personajes de forma realista en los zócalos pintados, la de Orioli es mucho más creíble. Además, la figura de Orioli, vista en conjunto, tiene una calidad dramática y fulgurante, con una pose naturalista, en comparación con las otras figuras, que se inscriben claramente en la tradición gótica de las poses torpes y estilizadas.
Orioli tenía un estilo similar al de los contemporáneos que operaban en su ciudad natal, además de estar emparentado con el célebre Botticelli florentino, al que podría haber influido. Sin embargo, su obra difiere de la de algunos de sus parientes, ya que muestra lo que los de fuera de Siena habrían considerado un enfoque más moderno. Entre sus seguidores estaría Pietro di Domenico Petrini.